# Åmåls landsförsamling
Åmåls landsförsamling var en församling i Karlstads stift i Dalsland. Församlingen uppgick 1 januari 1963 i Åmåls församling.

## Administrativ historik
Åmåls församling, som har medeltida ursprung, delades den 1 januari 1643 i två delar: Åmåls stadsförsamling, som motsvarade Åmåls stad, och Åmåls landsförsamling som motsvarade resten av den tidigare församlingens område. 
Den 1 januari 1956 överfördes från Åmåls landsförsamling till Åmåls stadsförsamling ett område omfattande en areal av 4,89 km², varav 4,87 km² land, och med 179 invånare.
Den 1 januari 1963 slogs de båda församlingarna ihop och bildade åter Åmåls församling.

### Pastorat
- 1 april 1643 till 1655: annexförsamling i pastoratet Edsleskog (moderförsamling), Fröskog, Laxarby, Mo, Åmåls landsförsamling och Åmåls stadsförsamling.
- 1655 till 1 januari 1963: annexförsamling i pastoratet Åmåls stadsförsamling och Åmåls landsförsamling.

## Kyrkor
Åmåls landsförsamling hade ingen egen kyrka utan använde kyrkan som låg inom stadsförsamlingens område: Åmåls kyrka.

## Organister
| Period    | Namn                     | Levnadstid | Övrigt   |
| --------- | ------------------------ | ---------- | -------- |
| 1869-1873 | Josef Andersson Sundberg | 1836-1884  | Organist |